# John Oswald
Pour l’article homonyme, voir pour le compositeur, voir John Oswald (compositeur).
Œuvres principales
- The Cry of Nature

John Oswald est un philosophe, écrivain, poète, critique social et révolutionnaire écossais, né vers 1760 à Édimbourg et tué le 14 septembre 1793 à Thouars.

## Jeunesse
La jeunesse de John Oswald est mal connue. Il est né entre 1755 et 1760 à Édimbourg,,,, voire en 1730 selon plusieurs auteurs. Son père aurait été un tenancier d'un coffee house, c'est-à-dire un café de deuxième ordre, ou un orfèvre,,. Il devient lui-même apprenti-orfèvre,.

## Séjour en Inde

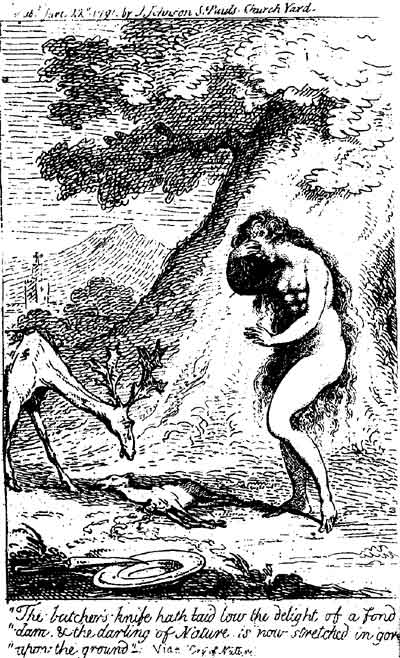
Frontispice de The Cry of Nature, Londres, 1791. On lit cette légende: « The butcher's knife hath laid low the delight of a fond dam, & the darling of Nature is now stretched in gore upon the ground » (« Le couteau du boucher a mis bas la joie d'une mère affectueuse, & le chéri de Nature est maintenant étendu dans son sang sur la terre »).

Enrôlé dans le 18e Royal Irish Regiment (en), il atteint le grade de sergent, avant d'acheter, grâce à ses économies ou à un héritage inattendu, un brevet d'enseigne au Black Watch (42e régiment de ligne), 3e bataillon du régiment royal d’Écosse. Transféré au 2e bataillon,,,, il est envoyé pour s'opposer à la révolution américaine, y gagnant le grade de lieutenant. En 1780, embarqué pour les Indes orientales, il a un duel, sans issue grave, durant la traversée. Engagé dans la guerre de Mysore, au Malabar, il parcourt l'Inde et découvre le végétarisme hindou, dont il a décrit l'impact sur sa philosophie dans The Cry of Nature or An Appeal to Mercy and Justice on Behalf of the Persecuted Animals, publié en 1791,. Cet ouvrage est considéré comme l'une des grandes œuvres du végétarisme occidental.

## Retour en Grande-Bretagne
Oswald ne peut demeurer plus longtemps officier. Il quitte l'armée et rentre en 1784 en Grande-Bretagne, où il se marie et a trois enfants, deux garçons et une fille. Durant ses voyages, il a appris l'arabe, le français, l'italien, l'espagnol et le portugais. Pendant son retour des Indes, il s'est mis au latin et au grec. Il se consacre alors à la poésie et à la critique sociale et publie un périodique intitulé: Le Mercure britannique. Durant cette période, Oswald écrit un pamphlet tranchant en faveur de l'idée républicaine, Review of the Constitution of Great Britain, et une brochure antireligieuse Ranae Comicae Evangelizantes: or the Comic Frogs turned Methodist, dans laquelle il se prononce pour l'athéisme.

## Installation en France
Lors du déclenchement de la Révolution française, Oswald s'installe à Paris et rejoint le club des Jacobins. Au sein de cette société, il intervient en faveur d'une intervention plus énergique des Jacobins dans les affaires britanniques, arguant que la Révolution en Angleterre est essentielle pour la paix entre les deux nations.
Le 14 juillet 1789, il participe à la prise de la Bastille, étant, avec un soldat des Gardes-Françaises, l'un des deux premiers hommes à pénétrer dans la place. Puis, les jours suivants, il en est le plus actif démolisseur.
En novembre 1791, avec treize autres rédacteurs, en grande partie girondins, il fonde la Chronique du mois ou les Cahiers patriotiques, où Jean-Marie Collot d'Herbois représente la partie avancée des démocrates, vers laquelle Oswald incline peu à peu.
En mars 1792, Oswald fait placarder sur les murs du faubourg Saint-Antoine des affiches demandant l'abolition des armées permanentes.
Le 4 juin 1792, il intervient aux Jacobins pour demander, en vain, l'envoi d'une lettre de soutien au club de Manchester, la Manchester Constitutional Society, dont l'une des principales figures, Thomas Cooper, selon ses dires, a été arrêtée sur ordre du gouvernement britannique,. Le 22 août 1792, il propose aux Jacobins l'envoi, à tous les clubs populaires de l'Angleterre, de l'Écosse et l'Irlande, d'une adresse à la nation britannique justifiant la journée du 10 août 1792, avec prière de la faire réimprimer et de la répandre par toute l'étendue de l'empire britannique,.
Le 25 septembre 1792, il obtient la nationalité française.
Nommé commandant en chef du bataillon des piquiers par le ministre de la Guerre le 1er octobre 1792, il assure la levée des hommes et son organisation. Le 28 et le 29 octobre, la formation du bataillon est opérée par la réunion en corps de compagnies de volontaires déjà levées — la 1re compagnie est constituée par une compagnie de la section du Panthéon-Français, une compagnie de canonniers formée le 16 septembre dans la section de Molière et La Fontaine lui est adjointe le 10 décembre. Il est rassemblé à la caserne de Lourcine, dans le quartier Croulebarbe, puis, en novembre 1792 à la caserne Babylone, située rue de Babylone, où il est définitivement constitué.
Ayant reçu l'ordre de partir le 16 mars 1793 pour Brest, où il est placé sous les ordres de Santerre, avec le nom de 14e bataillon de la République, le bataillon quitte la capitale le 26 mars. Passant le 4 mai par Orléans, il est engagé dans la guerre de Vendée et participe le 15 juillet à la bataille de Martigné-Briand, où le commandant en second — Vignot — et un volontaire — Guillaume-Léonard Lavard — trouvent la mort, puis, le 18, à celle de Vihiers, où six hommes sont tués et quatre faits prisonniers. Chargé d'occuper Chinon du 4 au 21 août, puis Thouars le 23, il reprend part ensuite à des opérations actives.
Le 14 septembre 1793, Oswald est tué d'un boulet ou d'une balle lors de la deuxième bataille de Thouars,,,. En 2022, l'historien Frédéric Augris valide par son acte de décès, que John Oswald est mort à Thouars,. Selon des biographes, ses deux fils, qui servaient comme tambours auprès de lui, auraient également péri, d'un coup de mitraille. Selon le rapport du général Rey, les républicains comptent quatre tués au sein du bataillon — le chef de bataillon Oswald, le grenadier Jean-Gabriel Oursel et les volontaires Joseph Gazard et Philippe Gautier — et quinze blessés, contre cent morts parmi les insurgés, dont deux femmes et un prêtre,.
Oswald fut un défenseur de la démocratie directe lors de la révolution française. Même s'il n'utilise pas le terme « démocratie » explicitement, il critique la démocratie représentative. Il écrit dans Le Gouvernement du peuple : « J'avoue que je n'ai jamais pu réfléchir sur ce système de représentation sans m'étonnerait de la crédulité, je dirais presque la stupidité avec laquelle l'esprit humain avalé les absurdités les plus palpables.[...] [L]'intention charitable de ces messieurs [les représentants], qui veulent nous épargner la peine de penser par nous même ».

## Œuvres
- Review of the Constitution of Great Britain (Revue de la constitution anglaise), Londres, 1790 (Paris, 1792 - 3e édition, traduction en français la même année)[1].
- Ranae Comicae Evangelizantes: or the Comic Frogs turned Methodist (sous le pseudonyme de Sylvester Otway), 1786.
- The Alarming Progress of French Politics, 1787.
- The British Mercury (journal), 1787.
- Euphrosyne or an Ode to Beauty (dédiée à Mrs. Crouch, du théâtre de Drury Lane), Londres, 1787.
- Poems, to which is added « The Humors of John Bull » an Operatic Farce (sous le pseudonyme de Sylvester Otway), Londres, 1789.
- The Cry of Nature, or An Appeal To Mercy and Justice On Behalf of the Persecuted Animals, J. Johnson, Londres, 1791.
- The Triumph of freedom, an ode to commemorate the anniversary of the French Revolution (précédée d'une adresse à l'Assemblée nationale), 1791.
- The spirit of the French constitution: or, The almanach of Goodman Gerard for the year 1792 (traduction de l'Almanach du bonhomme Gérard de Jean-Marie Collot d'Herbois), Londres, Ridgway ; Paris, Imprimerie du Cercle social, 1791, 90 pages.
- La Tactique du peuple, ou Nouveau principe pour les évolutions militaires, par lequel le peuple peut facilement apprendre à combattre par lui-même et pour lui-même, sans le secours dangereux des troupes réglées, Gueffier, Paris, 179?.
- Le Gouvernement du peuple, ou Plan de constitution pour la république universelle, traduit de l'anglais, Imprimerie des Révolutions de Paris, 1793.